# Ptáčníci (Gassmann)
Ptáčníci (v italském originále Gli uccellatori, psáno též jen Li uccellatori nebo Gl'uccellatori) je komická opera (dramma giocoso per musica) o třech dějstvích českoněmeckého skladatele Floriana Leopolda Gassmanna na libreto Carla Goldoniho. Premiéru opery uvedlo v karnevalové stagioně roku 1759 benátské divadlo Teatro San Moisè, v přepracované verzi pak v podzimní sezóně roku 1768 vídeňské Dvorní divadlo (Burgtheater).

## Vznik a charakteristika
Florian Leopold Gassmann žil a působil od mládí v Itálii a roku 1757 začal tvořit opery pro benátské divadlo San Moisè, jednu zakázku každý rok. Po vážných operách Meropé (1757) a Hypsipylé (1758) uvedl roku 1759 svou první operu buffu Ptáčníci na nové libreto slavného dramatika a libretisty Carla Goldoniho, píšícího pod pseudonymem Polisseno Fegejo.

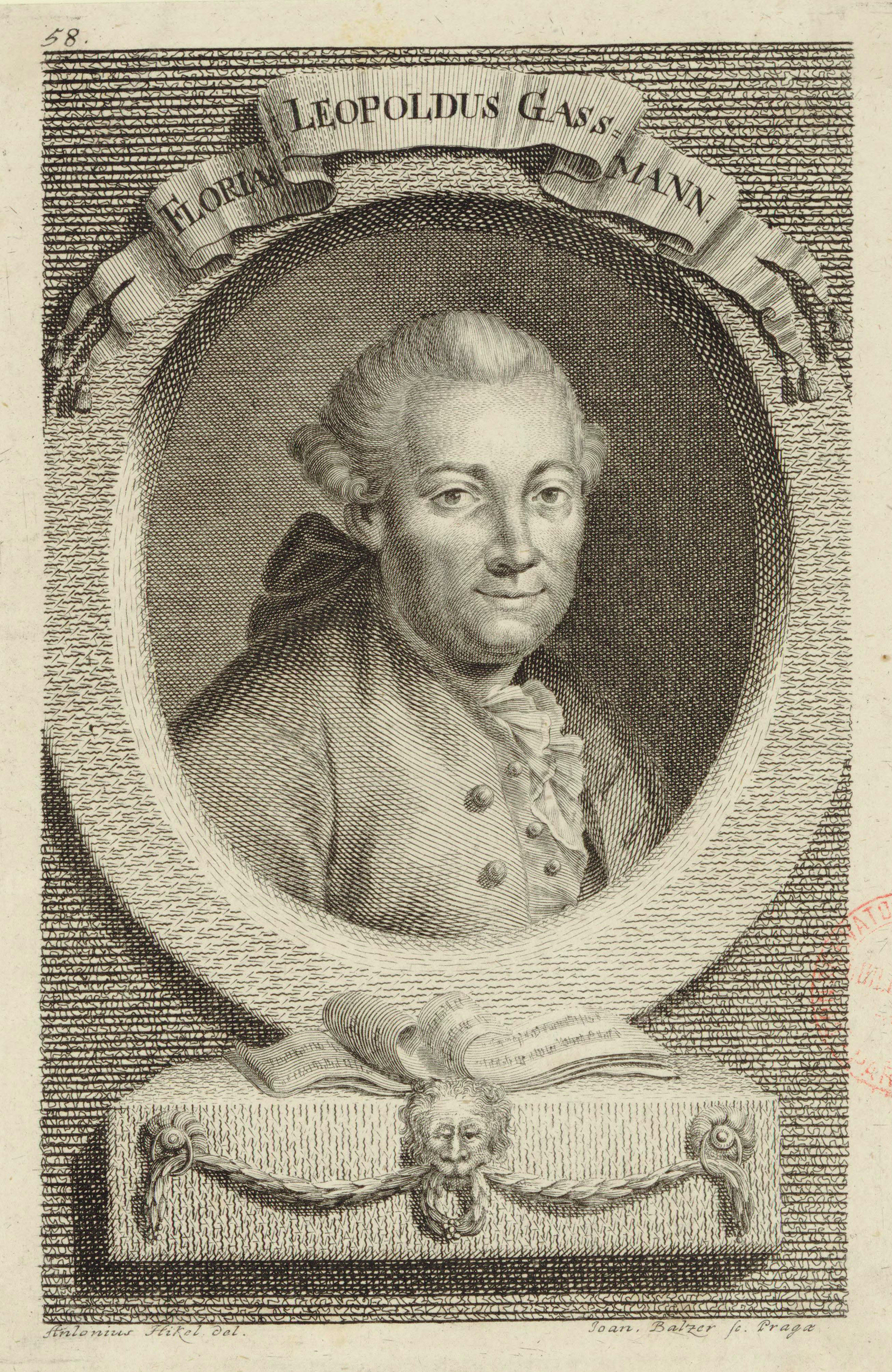
Florian Leopold Gassmann, rytina Johanna Balzera podle Antona Hickla, před 1780

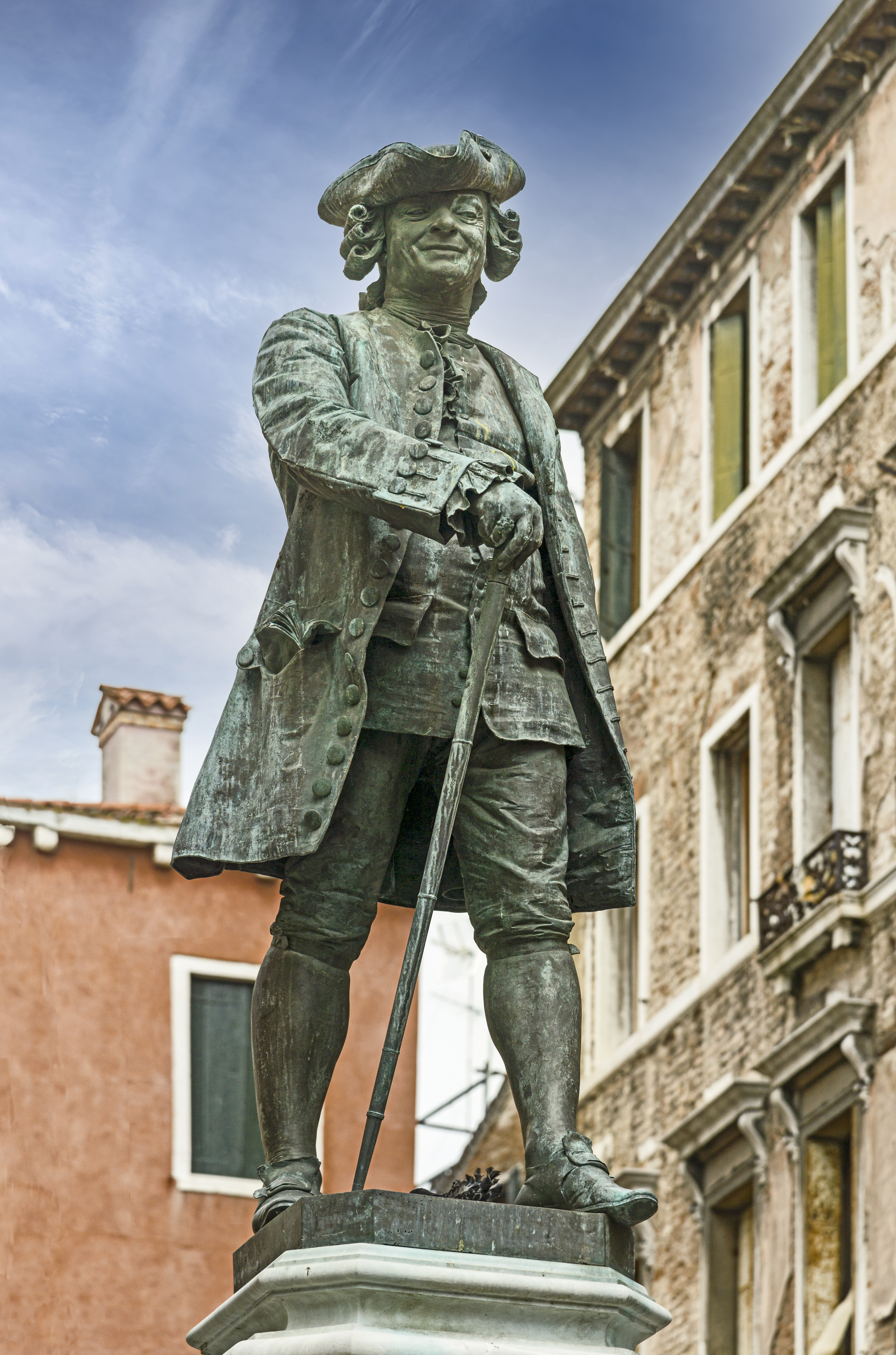
Carlo Goldoni, libretista Ptáčníků, pomník v Benátkách od Antonia Dal Zotta (1883)

Známkou toho, že se jedná o poměrně raného zástupce žánru „dramma giocoso“, je to, že postavy jsou výslovně rozděleny mezi vážné (parti serie) – pár šlechtických milenců – a komické (parti buffe) – venkované. I v hudebním zpracování mají árie prvně uvedených postav formy pocházející ze žánru opera seria, včetně například koloratur, a pod vlivem vážné opery je rovněž role markýze psána pro soprán (původně byla zpívána ženou, například při pražské premiéře ji však zpíval kastrát). Lidové postavy se vyznačují prostší mluvou a nářečními rysy (benátské, boloňské) a jejich árie jsou psány v prostším duchu. Gassmannovský badatel z přelomu 19. a 20. století Gustav Donath oceňuje řadu árií, které účinně charakterizují jednotlivé postavy a jejich myšlenkové pochody. Některé pocházejí z původní verze (árie Roccoliny a Cecca z 1. dějství, tercet ve 2. dějství), některé až z pozdějšího vídeňského přepracování (árie markýze z 2. dějství, Pierottovy árie z 1. a 2. dějství a duet ze 3. dějství). Finále 1. a 2. dějství, která byla ponechána i v přepracované verzi, považuje za „dosud poněkud jednoduchá“; více oceňuje sbory, úvodní (původní) a závěrečný (z přepracované verze).
V Rakouské národní knihovně se zachovala partitura Gassmannových Ptáčníků v přepracované verzi z roku 1768. Uvádí se rovněž exemplář v Lobkovické knihovně v Praze. Na více místech se dochovala předehra k této opeře.

## Inscenační historie
Ptáčníci zaznamenala na italských jevištích rychlý ohlas a založila Gassmannův věhlas, zejména v oboru komické opery; podle muzikoložky Aleny Jakubcové touto operou „zahájil kariéru jednoho z předních skladatelů italské buffy předmozartovského období“. Pomocí libret jsou doloženy inscenace v Miláně a Bologni již na podzim 1759, v Terstu a v Modeně na počátku roku 1760, ve Florencii na jaře 1761, o karnevalu 1763 ve Faenze a Mantově, o karnevalu 1764 v Janově a Cremoně, o karnevalu 1767 v Novaře a na jaře roku 1768 v Livorně. Pro inscenaci v turínském divadle Teatro Carignano 1. září 1760 zkomponoval novou předehru namísto Gassmannovy Johann Christian Bach.
Mimo Itálii se Ptáčníci již 6. srpna 1760 (a opět roku 1764) hráli v Teatro de la Santa Cruz v Barceloně a v srpnu roku 1767 v Palma de Mallorca. Do střední Evropy je přinesla divadelní společnost italského impresária Giuseppa Bustelliho. Na jaře roku 1765 se hráli v Praze v Divadle v Kotcích a Bustelli je odvezl i do svých dalších působišť: v létě téhož roku do Karlových Varů, kde se údajně hrála „za početné účasti šlechty“, a na podzim do Drážďan. 22. září 1765 se Ptáčníci poprvé hráli v polském královském divadle ve Varšavě.
Pro uvedení ve vídeňském císařském dvorním divadle, kde byl Gassmann od roku 1764 divadelním kapelníkem, vypracoval novou verzi, která byla představena v karnevalové sezóně roku 1768. Není zaznamenáno, kdo pro tuto příležitost pořídil úpravu nového libreta – především textů árií –, pravděpodobně to však byl tehdejší dvorní (divadelní) básník Marco Coltellini. Gassmann ponechal všechny Goldoniho recitativy a většinu ansámblů, z nichž přepracoval jen konec třetího dějství: napsal nový duet pro Roccolinu a Cecca a původní závěr složený z nedoprovázených recitativů a jednoduchého sboru rozpracoval na složitější finále. Více změn se týkalo jednotlivých árií, řada z nich byla nahrazena novými s cílem odstranit pozůstatky starého stylu pocházejícího z opery seria. To se týká zejména árií „vážné postavy“ markýze: například jeho árie v 1. dějství byla zkrácena a árie ze 3. dějství byla jako jediná zcela vypuštěna. U árií komických postav byla řada árií s pravidelnou dvouslokovou strukturou typu da capo nebo dal segno nahrazena méně pravidelnými, dramaticky účinnějšími útvary s rozmanitějším obsahem a redukcí opakování textu. Nové árie také již nevyužívají regionální italská nářečí. Vídeňské poměry umožnily rovněž rozšíření instrumentace o dechové nástroje (v Benátkách se používaly jen smyčce), což usnadnilo imitaci ptactva v partituře. Rukopis vídeňské verze partitury opery Ptáčníci uchovává Rakouská národní knihovna ve Vídni.

Dne 18. prosince 1770 se konala rovněž premiéra Ptáčníků v londýnském divadle King's Theatre in the Haymarket, údajně však s hudbou „různých slovutných autorů“ (v Londýně až do 19. století převládalo uvádění pasticcií), takže není jasné, zda a nakolik tato opera obsahovala Gassmannovu hudbu. Zcela jasné rovněž není autorství verze, která byla uvedena v Livornu roku 1777.
Goldoniho libreto po Gassmannovi zhudebnili i někteří další skladatelé. Dne 30. ledna 1762 měla v římském divadle Teatro Tordinona verze Pietra Alessandra Guglielmiho pod názvem I cacciatori, která v následujících letech konkurovala Gassmannově. O karnevalu 1769 uvedlo divadlo v městečku Medicina verzi Li cacciatori od Ottavia Bossiho a 28. března 1785 uvedl svou operu pod původním názvem Gli uccellatori ve Florencii v divadle Teatro della Pergola skladatel Gaetano Marineli. Verze Franze Xavera Süssmayra zřejmě nebyla uvedena.

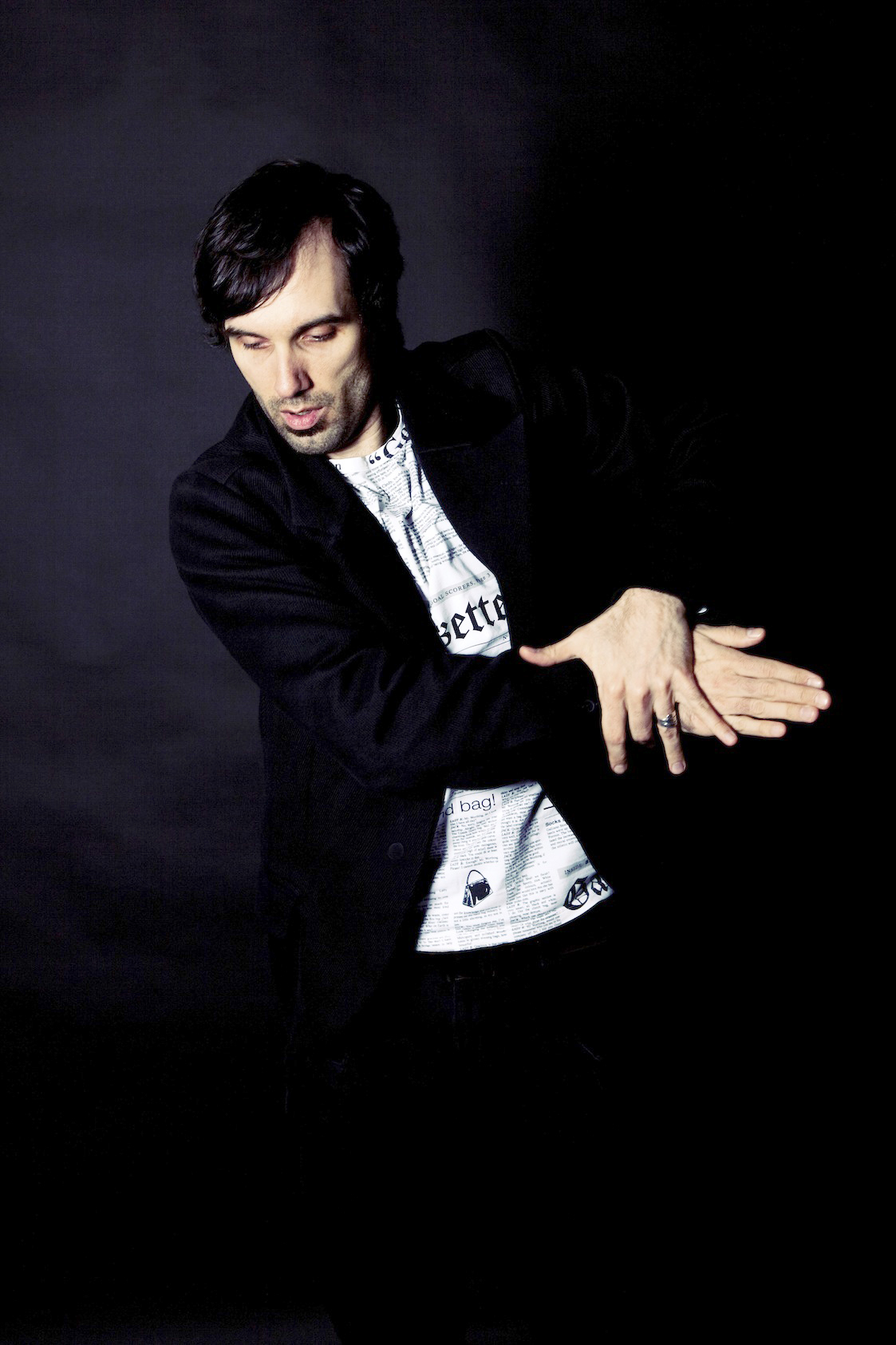
Tanečník Martin Dvořák účinkoval v novodobé premiéře Gassmannových Ptáčníků

O obnovený zájem o tuto operu se zasloužil projekt „Opera buffa in Wien 1763–1782“ vídeňského Ústavu pro hudební vědu (Institut für Miskwissenschaft), vedený profesorem Michelem Calellou. Z tohoto popudu vznikla inscenace, jež měla premiéru 22. března 2015 ve vídeňské Komorní opeře (MusikTheater an der Wien); text a partituru pro tento účel revidovaly Martina Gremplerová et Ingrid Shrafflová, dirigoval Stefan Gottfried a režíroval Jean Renshaw, vedle pěveckých představitelů v této inscenaci jako představitel Amora tančil Martin Dvořák. Tuto inscenaci převzala následně opera v Kolíně nad Rýnem (Staatenhaus, premiéra 18. března 2018, dir. Gianluca Capuano) a byla uvedena rovněž 2. a 5. srpna 2023 na Festival della Valle d'Itria v italském městě Martina Franca (dir. Enrico Saverio Pagano). Inscenace byla vesměs přijata jako obohacení. Například operní recenzentka pro stránky „bachtrack“ Isabelle Steppan napsala: „[Gassmannova] opera Gli uccellatori, v níž lze opěvované ptáky opravdu slyšet švitořit a štěbetat, nabízí barokní zábavu, jejíž melodie lehce plynou do ucha; nezaryjí se v něm sice tak, jako třeba o něco později vzniklá mistrovská díla Mozartova, ale přesto se postarají o příjemnou zábavu.“ Podobně soudí Maurice Salles pro Forum Opéra: „Hudba nezanechává silný dojem, ale neustále okouzluje, a to i ve využití nástrojů pro imitativní harmonie, které byly specialitou Vivaldiho.“ Christoph Zimmermann psal pro „online merker“ a „theater:pur“: „Gassmannova hudba je standardně příjemná, ale jen omezeně podnětná.“ Thomas Molke pro 'Online Musik Magazin mínil: „Gassmannova hudba má venkoncem své přednosti, díky kterým se její znovuobjevení vyplatí, především v jevištním provedení tak bohatém na fantazii.“

## Osoby a první obsazení
| osoba                      | hlasový obor       | premiéra (1759)             | česká premiéra (1765)          |
| -------------------------- | ------------------ | --------------------------- | ------------------------------ |
| vážné role (parti serie)   |                    |                             |                                |
| Hraběnka Armelinda         | soprán             | Chiara Bassani              | Angela Masi-Tibaldi            |
| Markýz Ricardo             | soprán [(kastrát)] | Margherita Paccarelli       | Michael Patrassi zvaný Gibelli |
| komické role (parti buffe) |                    |                             |                                |
| Roccolina                  | alt                | Caterina Ristorini          | Anna Zannini                   |
| Cecco                      | bas                | Pietro Canavai              | Domenico Guardasoni            |
| Mariannina                 | soprán             | Anna Bassani                | Antonia Paradisi               |
| Pierotto                   | bas                | Giacomo Caldinelli          | Pasquale Bondini               |
| Toniolo                    | tenor              | Giovanni Battista Ristorini | Giacomo Tibaldi                |
| Dirigent:                  | Dirigent:          | Florian Leopold Gassmann    | Domenico Fischietti            |
| Choreograf:                | Choreograf:        | Francesco Martini           | …                              |

## Děj opery

### 1. dějství
(1. obraz – Náves s výhledem na hraběnčin zámek) Tři ptáčníci – Pierotto, Toniolo a Cecco – vyrážejí zrána do lesa na lov ptáků. Počasí jim přeje, každý z nich má svou techniku a věří v úspěch. Na odchodu s nimi laškují dvě vesničanky, Roccolina a Mariannina (tercet Andiamo compagni a kvintet Uccellatori che a spasso andate). Roccolina se vyptává Marianniny, který z oněch tří se jí líbí, ale Mariannina se to zdráhá říci – a stejně tak i Roccolina tají, ke kterému chová náklonnost. Narazí na ně markýz Riccardo a žádá je, aby ho ohlásily u místní vrchnosti, hraběnky Armelindy, do níž je zamilován. Roccolina odbíhá se vzkazem, zatímco Mariannina slibuje hraběnku ovlivnit v jeho prospěch, za to ale žádá podporu pro případ, že by se Roccilina ukázala být její sokyní v lásce. Mariannina je sirotek a potřebuje manžela, to musí pan markýz uznat (árie Senza padre e senza madre).
Roccolina přivádí hraběnku, ale ta není návštěvníkem nadšena, markýz ji totiž už nějakou dobu obtěžuje. Hraběnka již poněkolikáté odmítá jeho básnivé dvoření a říká mu jasně, že ho nechce a že jí má dát pokoj. Markýz se ale nedá odradit (árie Prial vo' lasciar di vivere; ve 2. verzi zkrácena).Roccolina se pak vyptává hraběnky, proč svému nápadníkovi odolává, a se svěřuje, že miluje jiného – jeho jméno však nevyzradí. I Roccolina se přiznává, že je zamilována, ostatně po ženichovi toužila již co malá holčička (árie Cominciato ho a far l'amore). O samotě hraběnka lká, že zahořela láskou k nerovnorodému muži a přes všechny rozumové úvahy se této vášni nedokáže bránit (árie Palpitare il cor mi sento).

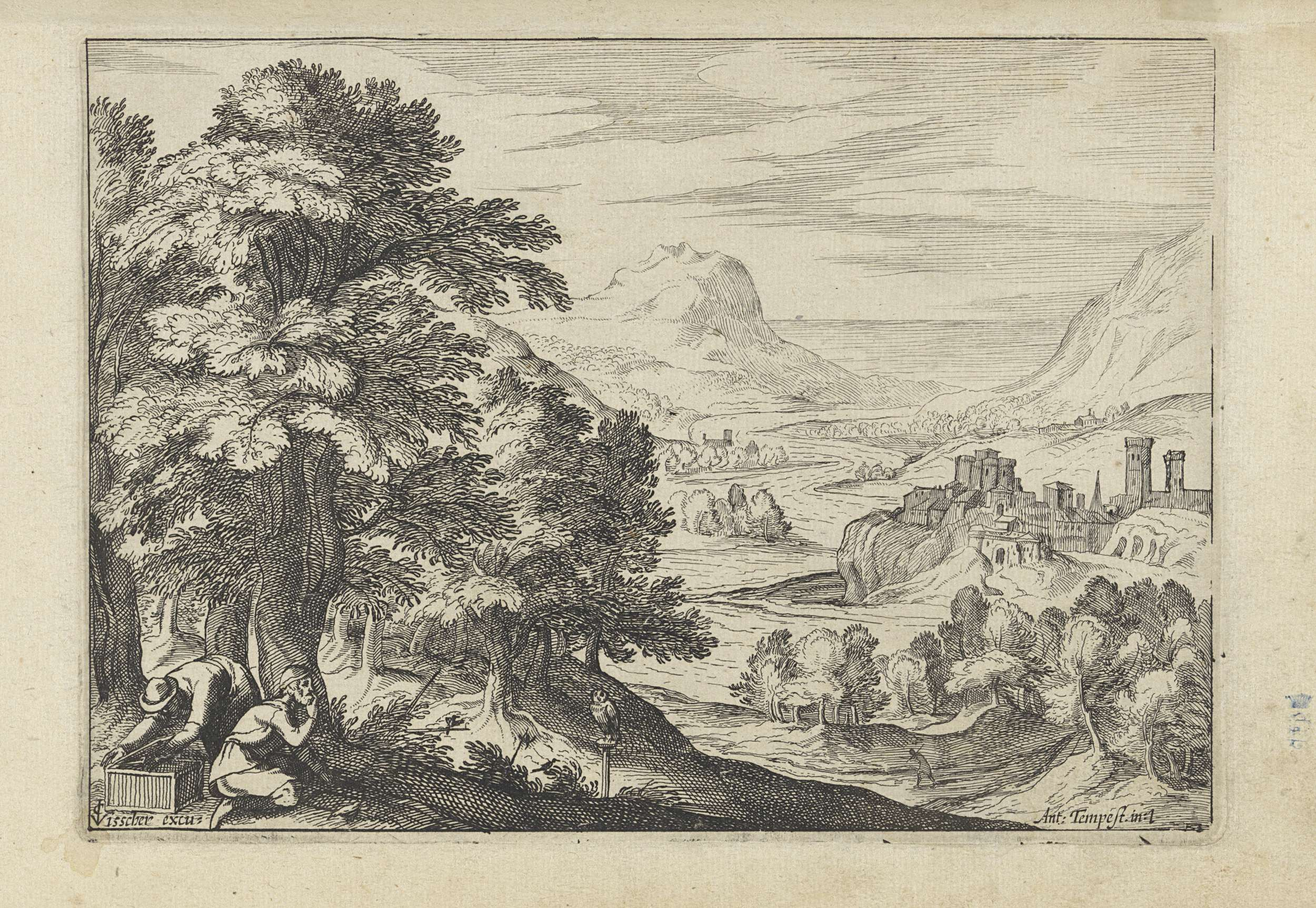
Krajina s ptáčníky, rytina z 1. poloviny 17. století

(2. obraz – Libý lesík) Cecco nastražuje svou sovičku a rozvěšuje vějičky; myslí při tom na to, čím by potěšil svou milou Roccolinu. Zdá se, že má úspěch, ptáci se slétají (árie Gli augeletti che volan d'intorno). Pierotto a Toniolo přicházejí a obdivují se závistí: jim se dnes nedařilo. Pierotto se ptá Toniolo, které z děvčat má rád, ale ten nechce říci. Ani Pierotto svou lásku neprozradí, zato se holedbá, že se u něj přetahují všechna děvčata ve vsi (árie Galinetta che s'adira, 2. verze: Se mi picco a far l'amore), a odchází na lov křepelek. Toniolo Pierottovu vychloubání nevěří a ani teď neprozradí, koho má rád; to ví jen bůžek lásky (árie Tu sai Cupido; 2. verze: Roccolina bella, bella).
(3. obraz – Venkovská krajina s vrškem v pozadí) Všichni tři ptáčníci se opět věnují své čižbě. Tentokrát mají větší štěstí, lapili ptáky a v hovoru se vracejí ke svým láskám. Protože ani Cecco není sdílný, navrhuje Pierotto, aby si zahrálo „tocco“ o to, kdo řekne první, kterou miluje. Žádný nechce přiznat prohru a zaberou se do hry tak, že Roccolina a Mariannina se mohou bez zpozorování přikrást a vzít jim koše s ptáky. Když se po nich konečně zahnou ohlížet a dají se do hádky, přinesou děvčata koše zpět a každý z ptáčníků najde ve svém navíc drobný dárek. Společně všichni odcházejí v dobré náladě domů k večeři (finále Due e tre cinque e quattro nove).

### 2. dějství
(1. obraz – Rozkošná zahrada s vodotrysky) Markýz stále pronásleduje hraběnku, ale ta ho odmítá s odůvodněním, že má ráda jiného, jeho jméno však tají. Přichází Toniolo a nabízí hraběnce část svého úlovku, ale ta s díky odmítá. Stejně pochodí i Pierotto, ale Ceccovy ptáčky hraběnka přijímá s květnatými díky a s příslibem odměny (ansámbl Io presento alla padrona). Markýz z toho poznává, že jeho rivalem je Cecco, pouhý venkovan. Zuří a vyhrožuje hraběnce, že nestrpí být odstrčen ve prospěch poddaného (árie Se amore tiranno; 2. verze: Fremo d'amor, di sdegno).
Hraběnka pak hovoří s nic netušícím Ceccem, pokouší se ho svádět a nakonec mu výslovně vyzná lásku. Cecco jí odpoví s omluvou, ale bez vytáček, že má na tyto city zapomenout: byl by blázen, kdyby si chtěl vzít urozenou paní, jistě by mu nezachovala věrnost (árie Quallora un poveruomo). Hraběnka ví, že Cecco mluví rozumně, ale nedokáže poručit svému srdci (árie L'ardor che m'accende; 2. verze Ach perchè non è permesso).
(2. obraz – Otevřená krajina s chýšemi) Roccolina rozdychtěně očekává svého milého Cecca (árie Qual cocaletta; 2. verze Il mesto rusignolo). Schová se, když vidí přicházet Marianninu. I ta se chystá vyjevit své city tomu, koho miluje, což je rovněž Cecco (árie No tacer non voglio più; 2. verze T'intendo, t'intendo). Ukryje se v jiné chatce, když vidí přicházet markýze a Pierotta. Obě ženy tak vyslechnou rozhovor, ve kterém markýz u Pierotta za slib bohaté odměny objednává Ceccovu vraždu. Pierotto chvílí váhá, ale sám na Cecca žárlí kvůli případné Roccolinině nebo Mariannině přízni, a tak nakonec souhlasí (árie Nol so di certo ma mi fu detto; 2. verze Vada pur, si fidi a me). Sotva odejdou, chtějí Mariannina a Roccolin běžet Cecca varovat, ale nejprve narazí jedna na druhou: snaží se vyzvědět, co ta druhá ví, a přitom neprozradit, co ví sama… Nato obě předstírají odchod, ale číhají v blízkosti.
Cecco přichází rozmrzelý komplikacemi s hraběnkou, ale jinak bezstarostně. Pierotto se mu plíží v patách, ale jen se na něj chystá vyrazit, přiběhne Mariannina, aby Cecca varovala, že ho chtějí zabít. Cecco se zhrozí, ale neví, co dělat. Další Pierottův pokus překazí Roccolina, která běží Cecca varovat z druhé strany, a takto se to několikrát opakuje (doprovázený recitativ Guarga guarda. – Cos'è stato?). Když se konečně obě ženy vzdálí a Pierotto se napřahuje na Cecca, přiřítí se Toniolo a zabrání mu v tom; zmatený Cecco si není jist, který z kamarádů ho chce zabít a který ho brání. Roccolina mezitím přivádí houf ozbrojených vesničanů, kteří všechny tři ptáčníky zpacifikují a na pokyn zprostředkovaný Roccolinou je odvádějí před hraběnku (árie Roccoliny Sti buletti, sti bravazzi; 2. verze: Manco scuse, manco chiasso). Cecco se bojí, že se mu hraběnka chce pomstít za odmítnutí, Pierotto neví, zda se může spolehnout na markýzovu ochranu, a ničím se neprovinivší Toniolo svádí všechny problémy na ženy (árie Son le donne come i gatt; 2. verze Ah poveretto me!).
(3. obraz – Místnost se stolkem a židlemi) Hraběnka pověřila vedením soudu nad ptáčníky Roccolinu, která tedy vystupuje v taláru. Má v úmyslu především rozsudkem stanovit, že si Cecco má vzít ji. Jenže Mariannina něco tuší a přestrojí se za notáře, aby to překazila a získala Cecca pro sebe. Cecco, Toniolo a Pierotto jsou předvedeni. Z různých důvodů všichni tři odmítají o čemkoli vypovídat, jen Cecco přiznává, že miluje Roccolinu. Roccolina tedy chce vynést svůj rozsudek, jenže Mariannina vznáší formální notářské námitky a v hádce se obě ženy překvapeným obžalovaným odhalí. Všichni tři muži vznášení nároky na Roccolinu, což ovšem Mariannina těžce nese; celý proces utone v chaosu (finále Son dinanzi al criminale).

### 3. dějství

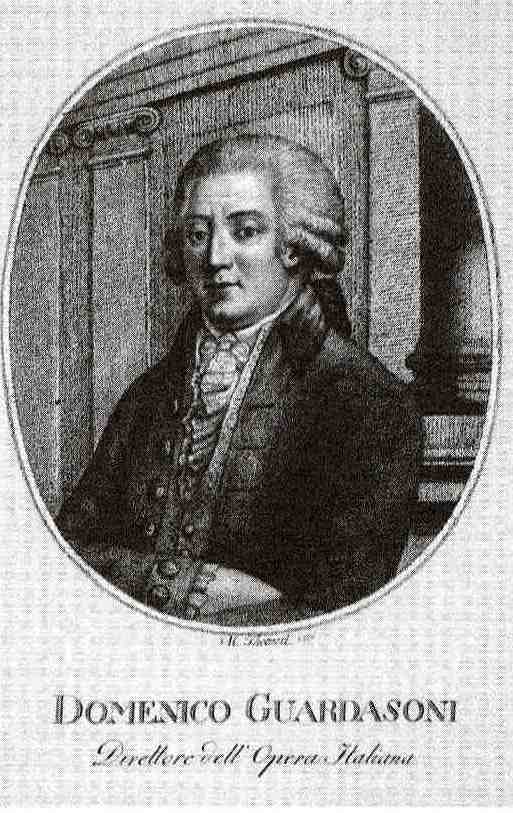
Domenico Guardasoni, představitel Cecca v pražské inscenaci Ptáčníků roku 1765

(1. obraz – Venkovská krajina) Markýz nervózně čeká na Pierotta. Má výčitky svědomí a lituje svého příkazu. Proto také, když Pierotto přijde a tvrdí, že Cecca zabil, začne mu místo odměny nadávat a vyslovuje přání, aby se to nebylo bývalo stalo. Pierotto tedy obrací a Cecco vlastní přítomností potvrzuje, že je naživu. Markýz je potěšen, ale ne natolik, aby byl k Pierottovi uznalý a vyplatil mu odměnu. Pierotto si stěžuje na šlechtickou proradnost (árie Oh cospetto di Bacco baccone; 2. verze s týmž prvním veršem, ale jiným textem). Cecco zato markýze ujistí, že hraběnku skutečně ani za nic nechce, a markýz doufá, že mu tím u hraběnky stoupne čáka – stačí jen být trpělivý (árie Se ben mi niega amore; ve 2. verzi vypuštěna).
Cecco pak hovoří s Marianninou a potvrzuje jí, že miluje Roccolinu a že se mu Mariannina ani trochu nelíbí. Ta rychle stráví porážku a obrátí svou pozornost na Toniola. Ten je překvapen, protože si myslel, že Mariannina miluje Cecca, ale to to dívka popírá, tvrdí, že vždy milovala jen jeho, a láskyplně se k němu vine (árie Amor per te mi stimola; 2. verze Per te sospiro). Toniolo uvažuje podobně: Roccolina dala definitivně přednost Ceccovi, a nemá-li on vyjít na prázdno, lépe si vzít Marianninu.
Hraběnka hledá Cecca a dozvídá se, že je s Roccolinou. Durdí se a chce se pomstít, ale Toniolo jí to vymluví a přivádí ji k rozumu (árie Mia signora, perdonate). Hraběnka tedy rezignuje a rozhoduje se vrátit se ke svému původnímu milenci (árie Se mi rendi il primo amante).
(2. obraz – Rozkošná zahrada s hájkem v pozadí) Cecco si chystá sítě, aby vyrazil na čižbu. Roccolina se ho snaží zdržet, protože se jí zdá, že ho ptáci zajímají více než ona. Dávají se do rozverné hádky, která končí utvrzením jejich lásky (duet E pure in mezo a questo; 2. verze Guarda, guarda, mia diletta). Hraběnka vyslyšela markýze, Toniolo a Mariannina se spokojili s náhradní volbou a jen Pierotto zůstává na ocet jako trest za jeho pokus o vraždu (sbor Quel bambinel d'amore; 2. verze: finále Si, cara, vi credo … Evviva il dio d'amore).

## Diskografie
- 2006/2007 (CD 2009 Naxos 8.570421) Předehra, English Chamber Orchestra řídí Sylvia Alimena.